# فرودگاه بین‌المللی یوما

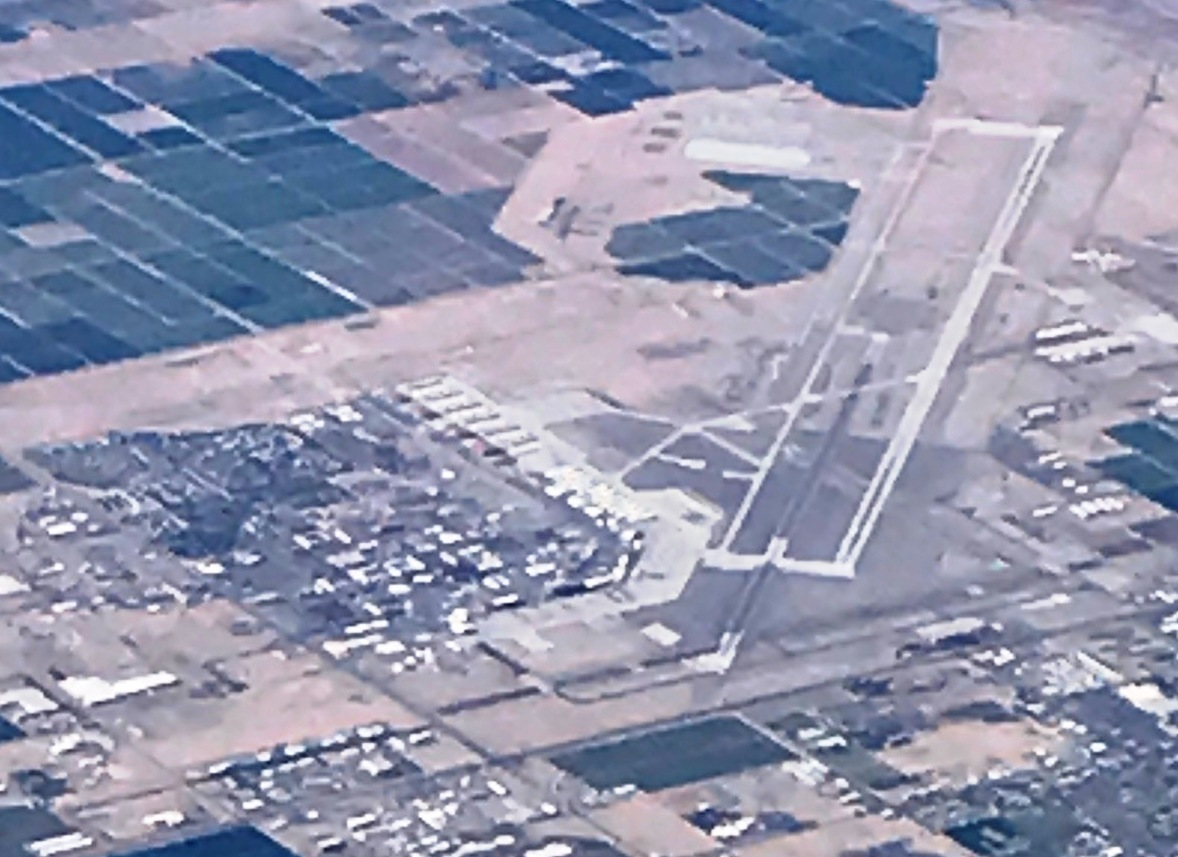
فرودگاه یوما

فرودگاه بین‌المللی یوما  (به انگلیسی: Yuma International Airport) (به زبان بومی: MCAS Yuma) یک فرودگاه همگانی/نظامی باربری با کد یاتا YUM است که یک باند فرود بتن دارد و طول باند آن ۴۰۵۴ متر است. این فرودگاه در شهر یوما، آریزونا کشور ایالات متحده آمریکا قرار دارد و در ارتفاع ۶۶ متری از سطح دریا واقع شده است.

## شرکت‌های هواپیمایی و مقصدهای پروازی

### مسافری
| شرکت‌های هواپیمایی | مقصدهای پروازی    |
| ----------------- | ----------------- |
| امریکن ایگل       | فینکس اسکای هاربر |

امریکن ایرلاینز scheduled passenger service for Yuma is اجرا توسط امریکن ایگل with بمباردیه سی‌آرجی ۱۰۰/۲۰۰ regional jet aircraft.
سیرا پسیفیک ایرلاینز has operated بوئینگ ۷۳۷ charter jet services to Yuma in the past.